# Verzorgingsplaats Het Veelsveld
Verzorgingsplaats Het Veelsveld is een Nederlandse verzorgingsplaats, gelegen aan de A1 (Oldenzaal - Amsterdam) tussen de afritten 32 en 31 in de gemeente Dinkelland.
De naam 'Veelsveld' is afkomstig van een naburig landgoed, dat dezelfde naam draagt.
De verzorgingsplaats aan de zuidzijde van de snelweg heet Het Lonnekermeer.
De verzorgingsplaats is niet geschikt voor grootschalig overnachten door het vrachtverkeer, hiervoor is de eerdere verzorgingsplaats De Poppe een betere optie, hoewel daar ook een groot capaciteitstekort is. Evenals andere parkeerplaatsen langs de A1 is ook Het Veelsveld overbelast, met name voor het vrachtverkeer. Er is een alternatief in de nabijheid in de vorm van de truckstop Frans op den Bult die op enkele honderden meters afstand ligt, bereikbaar via de aansluiting Hengelo-Noord.
Richting Oldenzaal:
Honswijck · 
Ronduit · 
De Slaag · 
Palmpol ·
Tolnegen · 
Lucasgat · 
Bruggelen · 
De Paal · 
Boermark · 
Bolder · 
Het Lonnekermeer
Richting Amsterdam:
De Poppe · 
Het Veelsveld · 
Struik · 
De Hop · 
Vundelaar · 
De Hucht · 
De Strubben · 
Tolnegen · 
Aanschoten · 
Uilengoor · 
De Middelaar · 
Neerduist · 
Bastion · 
Hackelaar